# Liste der denkmalgeschützten Objekte in Klagenfurt am Wörthersee-Waltendorf
Die Liste der denkmalgeschützten Objekte in Klagenfurt am Wörthersee-Waltendorf enthält die denkmalgeschützten, unbeweglichen Objekte der Katastralgemeinde Waltendorf der Gemeinde Klagenfurt am Wörthersee.

## Denkmäler
| Foto |                 | Denkmal | Standort                                                            | Beschreibung | Metadaten |
| ---- | --------------- | --- | ------------------------------------------------------------------- | --- | --- |
| ja   | Datei hochladen | Schloss Falkenberg HERIS-ID: 35764 Objekt-ID: 34563                                                                           | Falkenberg 1 Standort KG: Waltendorf                                | Das kleine Schloss am Falkenberg im Nordwesten des Stadtgebietes entstand aus einem bäuerlichen Anwesen, das 1569 und 1580 erstmals urkundlich aufscheint. 1686 wurde es unter Georg Sigmund von Hallerstein zu einem Edelmannssitz ausgebaut. Die beiden Ecktürme an den Seiten der fünfachsigen Westfassade wurden später zu Erkern umgebaut. 1973 wurden an den östlichen Ecken des Gebäudes ebenfalls übereck gestellte Erker angebaut. Das Gebäude ist zweigeschoßig und besitzt ein hohes Walmdach. Es wird heute als Gasthof und Fremdenpension genutzt. | BDA-Hist.: Q16856679 Status: Bescheid Stand der BDA-Liste: 2025-06-30 Name: Schloss Falkenberg GstNr.: .27 Schloss Falkenberg Klagenfurt-Waltendorf                                                                                            |
| ja   | Datei hochladen | Khevenhüller-Kaserne, Soldatenkirche Alle Heiligen HERIS-ID: 35775 Objekt-ID: 34574                                           | Feldkirchner Straße (Khevenhüllerkaserne) Standort KG: Waltendorf   | Die Soldatenkirche „Alle Heiligen“ auf dem Gelände der Khevenhüllerkaserne wurde 1967/1968 nach Plänen von Egon Kofler erbaut. Das Gotteshaus ist ein Saalbau mit zeltartigem Gepräge und großen, bunten Glasfenstern. An der geraden Altarwand befindet sich ein dreiteiliges Gemälde von Kurt Schmidt und darüber ein monumentaler Kruzifix von Kurt Campidell. | BDA-Hist.: Q37967085 Status: § 2a Stand der BDA-Liste: 2025-06-30 Name: Khevenhüller-Kaserne, Soldatenkirche Alle Heiligen GstNr.: 93/1, 93/3 Khevenhüllerkaserne Soldatenkirche                                                               |
| ja   | Datei hochladen | Khevenhüller-Kaserne, Exerzierplatz HERIS-ID: 113283 Objekt-ID: 131564seit 2020                                               | bei Feldkirchner Straße 280 Standort KG: Waltendorf                 | | BDA-Hist.: Q105647113 Status: Bescheid Stand der BDA-Liste: 2025-06-30 Name: Khevenhüller-Kaserne, Exerzierplatz GstNr.: 93/1 Khevenhüllerkaserne Exerzierplatz                                                                                |
| ja   | Datei hochladen | Khevenhüller-Kaserne, Brunnenhäuschen HERIS-ID: 113288 Objekt-ID: 131569seit 2020                                             | bei Feldkirchner Straße 280 Standort KG: Waltendorf                 | | BDA-Hist.: Q105647119 Status: Bescheid Stand der BDA-Liste: 2025-06-30 Name: Khevenhüller-Kaserne, Brunnenhäuschen GstNr.: .75 |
| ja   | Datei hochladen | Khevenhüller-Kaserne, Stabsgebäude mit Wache HERIS-ID: 113273 Objekt-ID: 131554seit 2020                                      | Feldkirchner Straße 280 Standort KG: Waltendorf                     | | BDA-Hist.: Q105647089 Status: Bescheid Stand der BDA-Liste: 2025-06-30 Name: Khevenhüller-Kaserne, Stabsgebäude mit Wache GstNr.: .118 Khevenhüllerkaserne Stabsgebäude                                                                        |
| ja   | Datei hochladen | Khevenhüller-Kaserne, Fahrzeughallen HERIS-ID: 113276 Objekt-ID: 131557seit 2020                                              | bei Feldkirchner Straße 280 Standort KG: Waltendorf                 | | BDA-Hist.: Q105647097 Status: Bescheid Stand der BDA-Liste: 2025-06-30 Name: Khevenhüller-Kaserne, Fahrzeughallen GstNr.: .121 Khevenhüllerkaserne Fahrzeughallen                                                                              |
| ja   | Datei hochladen | Khevenhüller-Kaserne, Wirtschaftsgebäude HERIS-ID: 113272 Objekt-ID: 131553seit 2020                                          | bei Feldkirchner Straße 282 Standort KG: Waltendorf                 | | BDA-Hist.: Q105647087 Status: Bescheid Stand der BDA-Liste: 2025-06-30 Name: Khevenhüller-Kaserne, Wirtschaftsgebäude GstNr.: .116, 90/5, 90/6, 90/7, 90/8 Khevenhüllerkaserne Wirtschaftsgebäude                                              |
| ja   | Datei hochladen | Khevenhüller-Kaserne, Unteroffizierswohnhäuser samt Ummauerung HERIS-ID: 113285 Objekt-ID: 131566seit 2020                    | Feldkirchner Straße 282-296, gerade Nummern Standort KG: Waltendorf | | BDA-Hist.: Q105647117 Status: Bescheid Stand der BDA-Liste: 2025-06-30 Name: Khevenhüller-Kaserne, Unteroffizierswohnhäuser samt Ummauerung GstNr.: .104, .105, .106, .107, .108, .109, .110, .111, 80 Khevenhüllerkaserne Offizierswohnhäuser |
| ja   | Datei hochladen | Khevenhüller-Kaserne, Mannschaftsgebäude HERIS-ID: 113270 Objekt-ID: 131551seit 2020                                          | bei Feldkirchner Straße 290 Standort KG: Waltendorf                 | | BDA-Hist.: Q105647083 Status: Bescheid Stand der BDA-Liste: 2025-06-30 Name: Khevenhüller-Kaserne, Mannschaftsgebäude GstNr.: .112, 90/9, .113, 90/4, .115, 90/3, .117, 90/10 Khevenhüllerkaserne Mannschaftsgebäude                           |
| ja   | Datei hochladen | Khevenhüller-Kaserne, Krankenrevier HERIS-ID: 113271 Objekt-ID: 131552seit 2020                                               | bei Feldkirchner Straße 290 Standort KG: Waltendorf                 | | BDA-Hist.: Q105647086 Status: Bescheid Stand der BDA-Liste: 2025-06-30 Name: Khevenhüller-Kaserne, Krankenrevier GstNr.: .114 Khevenhüllerkaserne Krankenrevier                                                                                |
| ja   | Datei hochladen | Khevenhüller-Kaserne, Tankanlage HERIS-ID: 113274 Objekt-ID: 131555seit 2020                                                  | südlich Grenzweg 60 Standort KG: Waltendorf                         | | BDA-Hist.: Q105647091 Status: Bescheid Stand der BDA-Liste: 2025-06-30 Name: Khevenhüller-Kaserne, Tankanlage GstNr.: 93/1 Khevenhüllerkaserne Tankanlage                                                                                      |
| ja   | Datei hochladen | Khevenhüller-Kaserne, Kraftfahrzeugwerkstatt HERIS-ID: 113275 Objekt-ID: 131556seit 2020                                      | südlich Grenzweg 60 Standort KG: Waltendorf                         | | BDA-Hist.: Q105647092 Status: Bescheid Stand der BDA-Liste: 2025-06-30 Name: Khevenhüller-Kaserne, Kraftfahrzeugwerkstatt GstNr.: .119 Khevenhüllerkaserne Kraftfahrzeugwerkstätte                                                             |
| ja   | Datei hochladen | Khevenhüller-Kaserne, Reparaturrampe HERIS-ID: 113277 Objekt-ID: 131558seit 2020                                              | südlich Grenzweg 60 Standort KG: Waltendorf                         | | BDA-Hist.: Q105647100 Status: Bescheid Stand der BDA-Liste: 2025-06-30 Name: Khevenhüller-Kaserne, Reparaturrampe GstNr.: 55 Khevenhüllerkaserne Reparaturrampe                                                                                |
| ja   | Datei hochladen | Khevenhüller-Kaserne, Waffenmeisterei HERIS-ID: 113278 Objekt-ID: 131559seit 2020                                             | bei Grenzweg 60 Standort KG: Waltendorf                             | | BDA-Hist.: Q105647103 Status: Bescheid Stand der BDA-Liste: 2025-06-30 Name: Khevenhüller-Kaserne, Waffenmeisterei GstNr.: .120 Khevenhüllerkaserne Waffenmeisterei                                                                            |
| ja   | Datei hochladen | Khevenhüller-Kaserne, Pferdeställe HERIS-ID: 113279 Objekt-ID: 131560seit 2020                                                | Grenzweg 60, in der Nähe Standort KG: Waltendorf                    | | BDA-Hist.: Q105647104 Status: Bescheid Stand der BDA-Liste: 2025-06-30 Name: Khevenhüller-Kaserne, Pferdeställe GstNr.: .123 Khevenhüllerkaserne Pferdeställe                                                                                  |
| ja   | Datei hochladen | Khevenhüller-Kaserne, Sauna HERIS-ID: 113280 Objekt-ID: 131561seit 2020                                                       | bei Grenzweg 60 Standort KG: Waltendorf                             | | BDA-Hist.: Q105647106 Status: Bescheid Stand der BDA-Liste: 2025-06-30 Name: Khevenhüller-Kaserne, Sauna GstNr.: .15 |
| ja   | Datei hochladen | Khevenhüller-Kaserne, Konzentrationslager, Zivilarbeiterlager, zwei Einmannbunker HERIS-ID: 113281 Objekt-ID: 131562seit 2020 | südlich Grenzweg 60 Standort KG: Waltendorf                         | Anmerkung: KZ-Gebäude abgekommen. | BDA-Hist.: Q105647107 Status: Bescheid Stand der BDA-Liste: 2025-06-30 Name: Khevenhüller-Kaserne, Konzentrationslager, Zivilarbeiterlager, zwei Einmannbunker GstNr.: .122, .124, 93/1, 93/3 Khevenhüllerkaserne KZ und Einmannbunker         |
| ja   | Datei hochladen | Khevenhüller-Kaserne, Führerheim mit Ummauerung HERIS-ID: 113282 Objekt-ID: 131563seit 2020                                   | Mageregger Straße 200 Standort KG: Waltendorf                       | | BDA-Hist.: Q105647111 Status: Bescheid Stand der BDA-Liste: 2025-06-30 Name: Khevenhüller-Kaserne, Führerheim mit Ummauerung GstNr.: .11/1, 85/3, 91/3 Khevenhüllerkaserne Führerheim                                                          |
| ja   | Datei hochladen | Khevenhüller-Kaserne, Ummauerung samt Wärterhäuschen HERIS-ID: 113284 Objekt-ID: 131565seit 2020                              | Standort KG: Waltendorf                                             | | BDA-Hist.: Q105647114 Status: Bescheid Stand der BDA-Liste: 2025-06-30 Name: Khevenhüller-Kaserne, Ummauerung samt Wärterhäuschen GstNr.: 93/3, .116, 90/12, 93/4, 85/3, 91/3 Khevenhüllerkaserne Ummauerung und Wärterhäuschen                |
| ja   | Datei hochladen | Khevenhüller-Kaserne, Luftschutzdeckungsgänge HERIS-ID: 113289 Objekt-ID: 131570seit 2020                                     | Standort KG: Waltendorf                                             | Anmerkung: Koordinaten nur grundstücksgenau | BDA-Hist.: Q105647121 Status: Bescheid Stand der BDA-Liste: 2025-06-30 Name: Khevenhüller-Kaserne, Luftschutzdeckungsgänge GstNr.: 584, 585, 116/2                                                                                             |
| ja   | Datei hochladen | Schloss Mageregg HERIS-ID: 35768 Objekt-ID: 34567                                                                             | Mageregger Straße 175, 177 Standort KG: Waltendorf                  | Schloss Mageregg ist ein repräsentativer, schlossartiger Bau. Ursprünglich 1590 errichtet, wurde das Gebäude Mitte des 19. Jahrhunderts in seine heutige Form gebracht. Es wird heute als Restaurant genutzt. | BDA-Hist.: Q1652474 Status: Bescheid Stand der BDA-Liste: 2025-06-30 Name: Schloss Mageregg GstNr.: 105 Schloss Mageregg |